# Margin for Error
Pour plus de détails, voir Fiche technique et Distribution.
Margin for Error (littéralement, « marge d'erreur ») est un film américain réalisé par Otto Preminger, sorti en 1943.

## Synopsis
En 1943, le policier Moe Finkelstein (Milton Berle) qui est juif, est contraint par son chef d'assurer la protection du consulat d'Allemagne à Manhattan, celle du peu sympathique consul antisémite, Karl Baumer (Otto Preminger), et de la belle épouse américaine du consul, Sophia (Joan Bennett). Mais le consul se fait assassiner.

## Fiche technique
- Titre français : Margin for Error
- Réalisation : Otto Preminger
- Scénario : Lillie Hayward, d'après la pièce éponyme de Clare Boothe Luce
- Image: Edward Cronjager
- Direction artistique : Richard Day et Lewis H. Creber
- Costumes : Earl Luick
- Musique : Leigh Harline
- Montage : Louis R. Loeffler
- Production : Ralph Dietrich
- Société de production : 20th Century Fox
- Pays d'origine :  États-Unis
- Format : Noir et blanc - 35 mm - 1,37:1 - Mono
- Genre : comédie dramatique
- Durée : 74 minutes
- Date de sortie : États-Unis, 10 février 1943

## Distribution
- Joan Bennett : Sophia Baumer
- Milton Berle : Moe Finkelstein
- Otto Preminger : Karl Baumer
- Carl Esmond : Baron Max von Alvenstor
- Howard Freeman : Otto Horst
- Poldi Dur : Frieda
- Clyde Fillmore : Dr Jennings
- Ludwig Donath : la voix De Hitler
- Ferike Boros : Mme Finkelstein
- Gary Breckner : l'annonceur américain
- Ralph Byrd : Pete, le soldat au jeu de dés
- Ruth Cherrington : la douairière
- Don Dillaway : journaliste
- Eddie Dunn (en) : sergent au bureau
- J. Norton Dunn : saboteur
- Byron Foulger : commis au drugstore
- Constant Franke : joueur
- Dick French : photographe
- Jack Gordon : détective privé
- David S. Horsley : Jacoby
- Selmer Jackson : le coroner
- Joe Kirk : l'officier Salomon
- Launders Perc : le crétin du Drugstore
- Carl M. Leviness : l'accompagnateur de la douairière
- Edward McNamara : Mulrooney, capitaine de la police
- Malcolm «Bud» McTaggart : un soldat
- Bert Moorhouse : croupier
- Allan Nixon : un soldat
- Ted North : saboteur
- William H. O'Brien : un serveur
- Cyril Ring : Commis au drugstore
- Barney Ruditsky : un policier
- Hans Schumm : Karl Müller
- Tom Seidel : un soldat
- Jack Semple : saboteur
- Emmett Vogan : l'expert en empreintes digitales
- Hans Heinrich von Twardowski : Fritz, le majordome
- John Wald : l'annonceur américain

## Réception presse
« Quand en 1943 Lubitsch s'intéresse au sujet, Preminger postule pour le rôle. Il serait honoré de travailler pour le grand maître. Finalement, Lubitsch s'étant désisté, c'est Preminger qui réalise le film. Le sujet s'insère parfaitement dans les films du moment, à la fois antinazis et un peu didactiques dans leur message démocratique (…). S'y mêle une analyse un peu courte des différentes réactions face au nazisme des Allemands (…). Tout cela vole entre haut et bas mais le film est sauvé par la désinvolte trame policière (…). Un Arsenic et vieilles dentelles à vitesse supersonique. Quant à Joan Bennett, elle est superbe en co-protagoniste du « vilain », Preminger. »

— Andrée Tournès, Jeune Cinéma, novembre 1999